# Hjortkalven
Hjortkalven (engelska: The Yearling) är en amerikansk dramafilm i Technicolor från 1946 i regi av Clarence Brown. Filmen är baserad på Marjorie Kinnan Rawlings roman Hjortkalven från 1938. I huvudrollerna ses Gregory Peck, Jane Wyman, Claude Jarman Jr., Chill Wills och Forrest Tucker.

## Rollista i urval
- Gregory Peck – Ezra "Penny" Baxter
- Jane Wyman – Ora Baxter
- Claude Jarman Jr. – Jody
- Chill Wills – Buck Forrester
- Clem Bevans – Pa Forrester
- Margaret Wycherly – Ma Forrester
- Henry Travers – Mr. Boyles
- Forrest Tucker – Lem Forrester
- Donn Gift – Fodderwing Forrester
- Arthur Hohl – Arch Forrester (ej krediterad)
- June Lockhart – Twink, Olivers brud (ej krediterad)
- Houseley Stevenson – Mr. Ranger (ej krediterad)
- Dan White – Millwheel Forrester (ej krediterad)
- Jeff York – Oliver Hutto (ej krediterad)